# Doodle Jump
Doodle Jump — популярна відеогра, розроблена і випущена компанією Lima Sky для платформ: Apple iOS, BlackBerry, Android і Nokia S60. Для платформи iOS гра вийшла 6 квітня 2009 року, а для платформ Android і Blackberry — 2 березня 2010 року. З моменту виходу гра набула величезної популярності. Зроблена на прикладі гри PapiJump від SunFlat, гра має простий, намальований вигляд, але з цікавою графікою, а також нескладним керуванням. До 25 червня 2010 року було продано понад 5 мільйонів копій гри. Кожного дня гру завантажують близько 25 000 людей.
Головна мета гри — допомогти «дудлеру» (doodler) дістатися якомога вище по платформах і набрати якомога більшу кількість очок. Героєм можна керувати за допомогою всього трьох кнопок на мобільному пристрої (вліво, вправо, центральна кнопка). У версії для пристроїв з акселерометром керування відбувається за допомогою нахилу пристрою в потрібному напрямку.
Під час гри рахунок відображається у верхньому лівому кутку екрану, а потім зберігається у списку рекордів (у списку зберігається не більше 10 найвищих результатів).
Ціна в App Store становить $0.99. У Play Market ця гра є безкоштовною для завантаження.

## Ігровий процес
У грі Doodle Jump мета полягає в керуванні чотириногою істотою, яка називається «дудлер» (англ. «The Doodler») на шляху по нескінченній серії платформ без падінь. Гравці можуть отримати короткий поштовх від різних об'єктів, таких як пропелер-капелюх, реактивний ранець, ракета, пружина або батут. Є також монстри і НЛО, в яких дудлер повинен стріляти або стрибати на них, тим самим знищуючи їх. Стрільба здійснюється натисканням на різні частини екрана. Не існує кінця гри, але кінець кожної гри відбувається, коли гравець падає (по досягненні нижньої частини екрану), потрапляє на монстра, потрапляє в чорну діру, або викрадений НЛО. Новітня оновлена версія гри дозволяє гравцям обирати між версіями гри (звичайний, Цвинтар, Різдво, Джунглі, Космос, Кубок світу, Південний Полюс, Великдень, Під водою або Хелловін).

## В соціальних мережах
Як додаток наявний у соціальних мережах, таких як: Мій Світ (Мейл.ру) і ВКонтакті. Присутні версії гри (звичайний, Цвинтар, Різдво, Джунглі, Космос, Великдень, Південний Полюс, Під водою або Хелловін).